# X Games Salt Lake City 2025
La XXXIX edición de los X Games se celebró en Salt Lake City (Estados Unidos) entre el 27 y el 29 de junio de 2025 bajo la organización de la empresa Sonic.

## Medallistas

### Masculino
| Evento               | Oro                          | Plata                             | Bronce                         |
| -------------------- | ---------------------------- | --------------------------------- | ------------------------------ |
| Parque               | Justin Dowell Estados Unidos | Marcus Christopher Estados Unidos | Rim Nakamura Japón             |
| Parque – Mejor truco | Kevin Peraza · México        | Justin Dowell Estados Unidos      | Bryce Tryon Estados Unidos     |
| Dirt                 | Ryan Williams Australia      | Brady Baker Estados Unidos        | Daniel Sandoval Estados Unidos |
| Dirt – Mejor truco   | Ryan Williams Australia      | Kaden Stone Estados Unidos        | Brandon Loupos Australia       |
| Calle                | Jordan Godwin Reino Unido    | Garrett Reynolds Estados Unidos   | Devon Smillie Estados Unidos   |

### Femenino
| Evento | Oro                           | Plata                           | Bronce                        |
| ------ | ----------------------------- | ------------------------------- | ----------------------------- |
| Parque | Hannah Roberts Estados Unidos | Queen Saray Villegas · Colombia | Perris Benegas Estados Unidos |